# Spathularia flavida
Spathularia flavida, comúnmente conocida como lengua de tierra amarilla, abanico amarillo o abanico de hadas, es un hongo ascomiceto que se encuentra en los bosques de coníferas de Asia, Europa y Norteamérica. Produce un pequeño fruto en forma de abanico o cuchara, con una «cabeza» plana, ondulada o lobulada, de color crema a amarillo, que se eleva sobre un pedúnculo de color blanco a crema. La altura suele ser de aproximadamente 2-5 cm (3⁄4-2 in), y de hasta 8 cm (3+1⁄8 in). El hongo fructifica en el suelo, en musgos, mantillo forestal o humus, y los cuerpos fructíferos pueden aparecer aislados, en grandes grupos o en anillos de hadas. Las esporas producidas por el hongo tienen forma de aguja y una longitud de hasta 95 μm. Se han descrito diversas variedades que difieren en gran medida en sus características microscópicas. El S. flavida ha sido descrito por las autoridades como no comestible, de comestibilidad desconocida o comestible pero dura.

## Taxonomía
La especie fue descrita por primera vez en 1774 por el botánico alemán Jacob Christian Schäffer. Schaeffer le dio el binomio Elvella clavata, y la llamó Der keulenförmige Faltenschwamm («la esponja arrugada en forma de garrote») en la lengua vernácula. En 1794, Christian Hendrik Persoon publicó Spathularia flavida como nomen novum (nuevo nombre sustitutivo), ya que el nombre publicado por Schaeffer no era legítimo. Elias Fries sancionó este nombre en la primera edición de su Systema Mycologicum (1821). Según la base de datos taxonómica MycoBank, los sinónimos adicionales incluyen Boletus elvela según la definición de August Johann Georg Karl Batsch en 1783, y Spathularia clavata publicada por Pier Andrea Saccardo en 1889. En una publicación de 1955, el micólogo estadounidense Edwin Butterworth Mains consideró que la Mitruliopsis flavida de 1903 de Charles Horton Peck era la misma especie que S. flavida.
El hongo se conoce comúnmente como «lengua de tierra amarilla», «abanico amarillo», o «abanico de hadas». Samuel Gray lo llamó «taburete-espátula amarillento» en su Natural Arrangement of British plants de 1821. El epíteto específico flavida significa «rubio» o «amarillo dorado» en latín.

## Descripción
Los cuerpos fructíferos en forma de abanico o de cuchara de S. flavida pueden medir hasta 8 cm (3+1⁄8 in) de altura, aunque es más típico un rango entre 2-5 cm (3⁄4-2 in)[12] Ocasionalmente, los cuerpos fructíferos se producen con la «cabeza» dividida en dos lóbulos separados. El color es de amarillo claro a fuerte, la zona fértil aplanada a veces más pálida; el color tiende a profundizarse con la edad del cuerpo fructífero. La zona fértil (la región que produce las esporas) es a menudo irregularmente arrugada y a veces dentada en el ápice, y tiene hasta 2 cm (3⁄4 in) de ancho; se estrecha hacia abajo a lo largo de cada lado del tallo (es decir, decurrente) de la mitad a un tercio de la longitud total del tallo. La división entre la cabeza y el tallo está claramente definida. El tallo es hueco, liso (glabro) y tiene un micelio blanco a amarillento en su base. La carne del cuerpo del fruto es blanquecina, pero se vuelve marrón amarillenta cuando se seca.
La comestibilidad de S. flavida se ha descrito como no probada, desconocida, o «comestible, pero bastante dura». El pequeño tamaño probablemente desaconsejaría su uso en la mesa. El olor y el sabor no son característicos.

### Características microscópicas

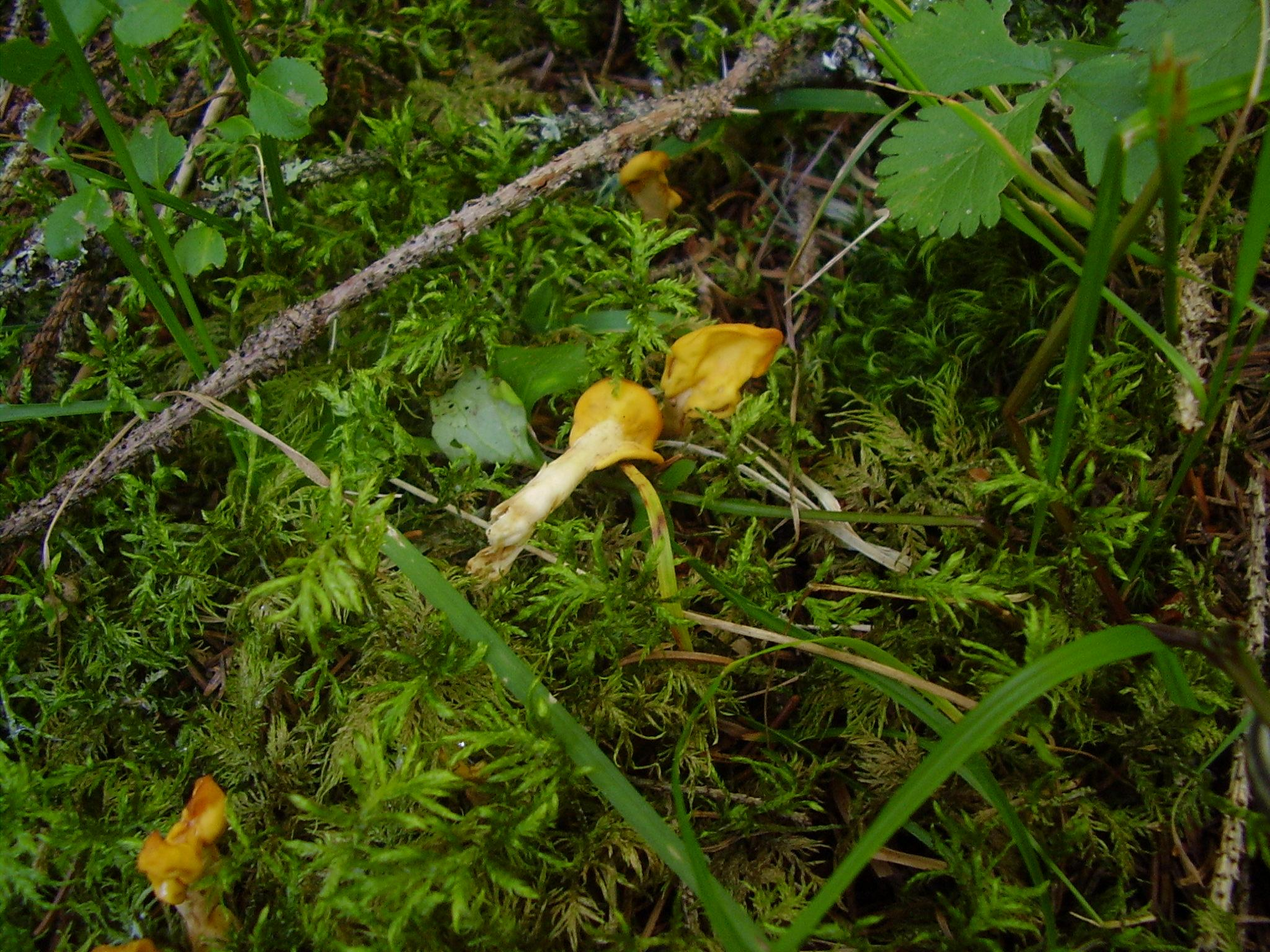
Cuerpos fructíferos creciendo en musgo. Hallada en bosques de coníferas, región de Dospat, Bulgaria.

En masa, las esporas tienen un aspecto marrón amarillento, especialmente cuando están secas. Vistas al microscopio, parecen hialinas (translúcidas). El tamaño de las esporas es variable, pero normalmente oscila entre 30-95 por 1,5-2,5 μm. Pueden ser no septadas o varias septadas, delgadas y puntiagudas (aciculares), y tienen una pared exterior con una capa gelatinosa. Los ascos (las estructuras que contienen las esporas) tienen forma de garrote, con unas dimensiones de 85-125 por 8-12 μm. Los ascos no tienen una tapa que los cubra conocida como opérculo. Las paráfisis (células estériles que se encuentran en el himenio) son filamentosas e hialinas (translúcidas); algunas tienen forma de anillo (circinadas).

### Variedades
Mains describió una serie de variedades de S. flavida basándose principalmente en las diferencias de forma y tamaño de sus esporas. Todas las variedades se describieron a partir de colecciones realizadas en Estados Unidos.
- S. flavida variación flavida

En la variedad típica, el tamaño de las esporas oscila entre 40-62 μm (aunque es más típico un rango menor de 45-56 μm) por 2-2,5 μm; las paráfisis están ligeramente ramificadas por encima o no lo están en absoluto, y son curvadas a circinadas en sus ápices.
- S. flavida var. tortuosa

En esta variedad, las paráfisis son más curvadas a circinadas y retorcidas en los ápices, y a menudo forman una densa capa entrelazada por encima de los ascos.
- S. flavida var. ramosa

Las esporas son más pequeñas que las de la variedad típica, normalmente de 39-42 por 1,5-2 μm; las paráfisis están irregularmente ramificadas en la parte superior. Los cuerpos fructíferos de esta variedad tienen forma de garrote y son aplanados en comparación con la típica forma lingual de la variedad típica.
- S. flavida var. brevispora

Esta variedad, común en Michigan, tiene esporas de 32-40 por 2 μm.
- S. flavida var. longispora

La variedad longispora se conoce en el noroeste del Pacífico. Tiene esporas de 55-75 por 2-2,5 μm y paráfisis similares a las de la variedad típica.

### Especies similares
|                    |
| Microglossum rufum |

|                      |
| Neolecta irregularis |

|                           |
| Spathulariopsis velutipes |

El Spathularia flavida puede distinguirse del abanico de terciopelo (Spathulariopsis velutipes) por las diferencias en el tallo: S. velutipes es borroso y marrón en lugar de liso y amarillento. La borrosidad es el resultado de una fina capa de hifas entrelazadas que cubren el tallo, que proyectan hifas cortas hacia fuera de la superficie. La especie estrechamente relacionada S. neesi tiene un color ocre, esporas que miden 60-80 por 1,5-2 μm y paráfisis ramificadas en las partes superiores. S. rufa también se distingue mejor mediante microscopía.
El Neolecta irregularis es muy similar en apariencia a S. flavida, pero carece de una cabeza bien diferenciada en forma de cuchara, tiene un tallo de color más claro que la cabeza y, microscópicamente, tiene esporas ovaladas a elípticas mucho más pequeñas que miden 5. 5-8.5 por 3-4 μm. Otro hongo amarillento de la lengua de tierra, Microglossum rufum, tiene una cabeza bien definida de oval a en forma de cuchara, y esporas en forma de salchicha a fusiformes que miden 18-38 por 4-6 μm.

## Distribución y hábitat
Especie cosmopolita y muy extendida, S. flavida es común en regiones templadas como la región noroeste del Pacífico de Norteamérica, extendiéndose hacia el norte hasta Alaska; es, sin embargo, desconocida en México. En Europa, se ha recolectado en Gran Bretaña, Alemania, España, Austria, Bélgica, Escandinavia e Italia; en Asia, se ha señalado su presencia en India Japón, y Turquía. Se considera una especie protegida en Eslovaquia.
Los cuerpos fructíferos crecen esparcidos o en grupos sobre el mantillo o humus del bosque bajo las coníferas, en verano y otoño, y pueden crecer en anillos o arcos. Se cree que es una especie sapróbica (es decir, que obtiene nutrientes de la materia orgánica muerta o en descomposición), pero también se ha encontrado en madera podrida. Una guía de campo dice de esta especie que «es fácil verla cuando se está en el suelo buscando otra cosa».

## Ecología
El hongo es capaz de protegerse de la micofagia del colémbolo Ceratophysella denisana, un comedero común de setas, liberando compuestos olorosos repelentes cuando resulta herido.